# Detlef Michel
Detlef Michel (* 13. října 1955, Berlín) je bývalý východoněmecký atlet, jehož specializací byl hod oštěpem.
Dvakrát reprezentoval na letních olympijských hrách. Na olympiádě v Moskvě 1980 skončil těsně před branami finále, když byl prvním nepostupujícím. Z kvalifikace neprošel také v roce 1988, kdy se letní hry konaly v jihokorejském Soulu. Kvůli bojkotu se nemohl zúčastnit předešlých her v Los Angeles 1984. Poprvé na sebe upozornil na evropském šampionátu v Praze 1978, kde se umístil na čtvrtém místě.
Na následujícím šampionátu v Athénách 1982 vybojoval posledním hodem dlouhým 89,32 m bronzovou medaili. V roce 1983 se stal v Helsinkách historicky prvním mistrem světa. Jeho vítězný hod měřil 89,48 m. Druhý Američan Tom Petranoff hodil o téměř čtyři metry méně (85,60 m). Na mistrovství Evropy ve Stuttgartu 1986 získal stříbrnou medaili (81,90 m).

## Osobní rekordy
- hod oštěpem (starý typ) - (96,72 m, 8. červen 1983, Východní Berlín)
- hod oštěpem (nový typ) - (84,06 m, 13. září 1988, Berlín)